# Liberec (stad)

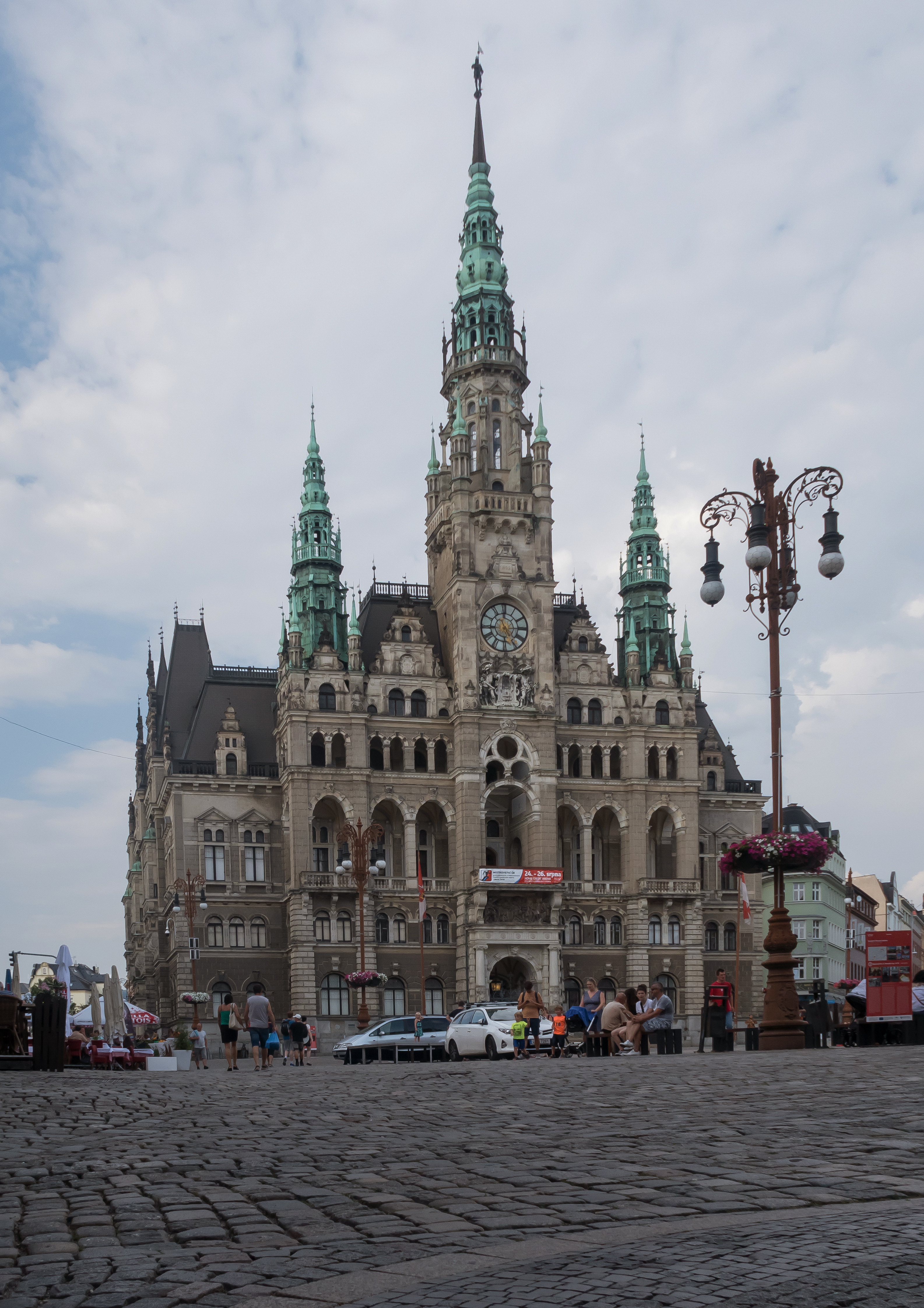
Liberec, het stadhuis

Liberec ([ˈlɪbɛrɛts]; Duits: Reichenberg) is een stad in het noorden van Tsjechië nabij het drielandenpunt met Duitsland en Polen. Het is de hoofdstad van de gelijknamige regio (kraj). Sinds de middeleeuwen is Liberec het centrum van de textielnijverheid in Noord-Bohemen.

## Geschiedenis
Reichenberg werd in 1352 als Reychmberg voor het eerst genoemd als een plaats in het bezit van het adellijke geslacht von Biberstein. Tot een grootschaliger bewoning kwam het pas aan het einde van de 15de eeuw met de komst van Vlaamse en Duitse linnenwevers, waarna de ontwikkeling van de textielindustrie in handen van de adellijke familie von Redern een hoogtepunt bereikte en in 1577 bekroond werd met de toekenning van het stadsrecht door de Boheemse koning Rudolf II van Habsburg. De stad werd na 1620 aan de familie ontnomen omdat zij protestants was en geschonken aan Wallenstein en vervolgens aan opvolgende Boheemse adelsfamilies die katholiek en trouw bleven of zich weer conformeerden aan de Habsburgse keizer, tegelijk ook de koning van Bohemen. Veel bewoners en grondbezitters uit het gebied vluchtten toen naar het naburige Saksen. 
De economische ontwikkeling ging langzaam verder en de industrie ontwikkelde zich in de 19de eeuw onder de fabrikantenfamilie Liebieg tot een van de grootste weverijen in Europa. Ze trok ook Tsjechische arbeiders aan die de stad Liberec noemden. Niettemin bleef de bevolking voor meer dan 90% Duitstalig. Reichenberg werd de grootste industriestad van Bohemen en vandaar het 'Boheemse Manchester' genoemd.
In 1918 werd de nieuwe staat Tsjecho-Slowakije opgericht, maar de bevolking van het Sudetenland protesteerde daartegen omdat zij bij Oostenrijk wilde blijven behoren. Ze richtte een eigen provincie (Deutschböhmen) in met als hoofdstad Reichenberg, en organiseerde voor november van dat jaar verkiezingen voor het parlement in Wenen. Deze werden met geweld door Tsjechische milities verboden, en de voorlopige provinciale regering vluchtte naar Saksen. De Tsjechische bevolking nam sindsdien aanzienlijk toe. De stad werd uitgebreid met omringende dorpen en arbeiderswijken en verdubbelde in bevolking. Van de meer dan 100.000 inwoners was in 1930 nog maar 80% Duitstalig (Sudeten-Duitsers). Daarmee kreeg de stad wettelijk een tweetalig bestuur.
De stad werd zwaar getroffen door de economische crisis van 1929 en de werkloosheid steeg aanzienlijk wat de nationalistische stemming bevorderde ten nadele van de sociaaldemocratische partij die tot dusverre dominant was. In 1933 werd het Sudetendeutsche Heimatfront opgericht door de turnleraar Konrad Henlein, die afkomstig was uit Reichenberg. 
Na jaren van nationalistische agitatie moest Tsjecho-Slowakije in het Verdrag van München het Sudetenland aan Duitsland afstaan en in november 1938 trokken Duitse troepen ook de stad Reichenberg binnen. Tsjechische bestuurders vertrokken en met hen ook een deel van de Tsjechische bevolking. De overigen pasten zich aan het nationaalsocialistische dwangregime aan.
In mei 1945 vluchtte het Duitse nazi-gezag voor de komst van het Sovjet-leger en voor het einde van het jaar moesten ook 80.000 Duitstalige inwoners de stad verlaten. Hen werd volgens de Beneš-decreten het staatsburgerschap ontnomen en zij werden onteigend en de grens met Saksen overgedreven. Ter ere van deze president Beneš werd de centrale marktplaats - Altstädter Platz - omgedoopt in zijn naam. Een nieuwe bevolking vestigde zich sindsdien in Liberec, maar pas na twintig jaar was het oude bevolkingsaantal bereikt.

## Bezienswaardigheden
Het hart van Liberec wordt gevormd door het plein námĕstí Dr. E. Beneše. Aan dat plein, toen de Altstädter Platz, bouwde Franz Neumann rond 1890 het stadhuis in neorenaissancestijl. F. Fellner en H. Hellmer vormden een architectenduo dat tezelfdertijd in de hele Habsburgse monarchie in neobarokke stijl theaters bouwde, waaronder ook het Stadtheater van Reichenberg, nu het Salda-theater geheten. 
Andere bezienswaardigheden zijn een renaissanceslot van de graven van Clam-Gallas met de Salvatorkapel, de 17de-eeuwse Wallenstein-huizen ('Valdštejnské domky'), de Heilig Kruiskerk (1733-1756 met een schilderij van Albrecht Dürer), de neogotische Antoniuskerk, het glas- en textielmuseum, en de grootste dierentuin van Tsjechië, de Zoo Liberec.
Er is een universiteit gevestigd in de stad, namelijk de Technische Universiteit Liberec. Deze universiteit biedt onderwijs aan zo'n 5000 studenten.
Severočeské muzeum v Liberci is een museum in Liberec.

## Evenementen
Liberecké výstavní trhy, beurs van consumptiegoederen. In 2009 was er een meeting van 2CV-vrienden.

## Sport
De belangrijkste voetbalclub van Liberec is FC Slovan Liberec, dat uitkomt in de hoogste klasse, de Fortuna liga. De wedstrijden van Slovan worden gespeeld in het Stadion u Nisy. Ook heeft de stad een ijshockeyclub die op het hoogste nationale niveau speelt, Bílí Tygři Liberec. Deze club werkt haar wedstrijden af in de multifunctionele Tipsport Arena.
Nabij Liberec ligt een skigebied rondom de berg Ještěd.

## Verkeer en vervoer
Station Liberec ligt aan de lijnen Liberec–Kořenov, Liberec–Zawidów, Řetenice–Liberec, Pardubice–Liberec en Liberec–Zittau (Duitsland). De stad heeft beschikt over directe treinverbindingen naar Ústí nad Labem, Pardubice, Dresden, Zittau, Rybniště und Seifhennersdorf.
De stad deelt een tramnet met het naburige Jablonec nad Nisou.

## Zustersteden
- Amersfoort, Nederland, sinds 1993
- Augsburg, Duitsland, sinds 2001
- Zittau, Duitsland
- Naharia, Israël
- Amiens, Frankrijk
- St. Gallen, Zwitserland

## Geboren in Liberec
- Christoph Demantius (1567-1643), componist
- Ferdinand Porsche (1875-1951), Oostenrijks autobouwer, geboren in de voorstad Maffersdorf, na 1945 Vratislavice nad Nisou
- Konrad Henlein (1898-1945) geboren in de voorstad Maffersdorf, na 1945 Vratislavice nad Nisou, oprichter en leider van het nationaalsocialistische Sudetendeutsche Heimatfront
- Roderich Menzel (1907-1987), tennisser
- Otfried Preußler (1923-2013), Duitstalig kinderboekenschrijver
- Markus Lüpertz (1941), schilder, graficus en beeldhouwer
- Tomáš Enge (1976), Formule 1-coureur
- Pavel Churavý (1977), Noords combinatieskiër
- Zuzana Hejnová (1986), atlete

Brno · České Budějovice · Chomutov · Děčín · Frýdek-Místek · Havířov · Hradec Králové · Jablonec nad Nisou · Jihlava · Karlsbad (Karlovy Vary) · Karviná · Kladno · Liberec · Mladá Boleslav · Most · Olomouc · Opava · Ostrava · Pardubice · Pilsen (Plzeň) · Praag (Praha) · Přerov · Prostějov · Teplice · Ústí nad Labem · Zlín
Bílá ·
Bílý Kostel nad Nisou ·
Bílý Potok ·
Bulovka ·
Cetenov ·
Černousy ·
Český Dub ·
Čtveřín ·
Dětřichov ·
Dlouhý Most ·
Dolní Řasnice ·
Frýdlant ·
Habartice ·
Hejnice ·
Heřmanice ·
Hlavice ·
Hodkovice nad Mohelkou ·
Horní Řasnice ·
Hrádek nad Nisou ·
Chotyně ·
Chrastava ·
Jablonné v Podještědí ·
Janovice v Podještědí ·
Janův Důl ·
Jeřmanice ·
Jindřichovice pod Smrkem ·
Kobyly ·
Krásný Les ·
Kryštofovo Údolí ·
Křižany ·
Kunratice ·
Lázně Libverda ·
Lažany ·
Liberec ·
Mníšek ·
Nová Ves ·
Nové Město pod Smrkem ·
Oldřichov v Hájích ·
Osečná ·
Paceřice ·
Pěnčín ·
Pertoltice ·
Proseč pod Ještědem ·
Příšovice ·
Radimovice ·
Raspenava ·
Rynoltice ·
Soběslavice ·
Stráž nad Nisou ·
Světlá pod Ještědem ·
Svijanský Újezd ·
Svijany ·
Sychrov ·
Šimonovice ·
Višňová ·
Vlastibořice ·
Všelibice ·
Zdislava ·
Žďárek